# 洪新劉海運控股
洪新劉海運控股有限公司，簡稱洪新劉海運控股，以及洪新劉海運（英語：ASL Marine Holdings Limited，SGX：A04），在1974年，由公司顧問洪新劉創立，當時名為「洪新劉五金」，從事小型製造五金產品，現時由洪國典主理。
現時主要在新加坡、中國內地、印尼等地區，經營生產及銷售造船、包船和租赁、船只维修和改造等，而總部位於19 Pandan Road Singapore 609271。股份在2003年3月17日於新加坡交易所主板上市，招股價為0.21新加坡元，發行股份為50,000,000股，集資額為10,500,000新加坡元。

## 連結
- ASLMarine.com （页面存档备份，存于）